# Regioni d'Italia

Mappa con i colori delle bandiere regionali

Le regioni d'Italia costituiscono il primo livello di suddivisione territoriale della Repubblica Italiana, nonché un ente pubblico dotato di autonomia politica e amministrativa sancita e limitata principalmente dalla Costituzione (art. 114-133). Sono 20, di cui 15 a statuto ordinario e 5 a statuto speciale.
Le regioni sono a loro volta ripartite in enti di area vasta, le province e le città metropolitane, al cui interno rientrano i comuni.

## Storia
Una prima definizione di quello che in futuro si sarebbe sviluppato nelle regioni italiane si ebbe negli anni immediatamente successivi all'Unità d'Italia. Una delle prime preoccupazioni del neonato Regno d'Italia fu il timore del decentramento visto come anticamera di dissoluzione dello Stato unitario appena costituito. Vi era in quel periodo un'attenzione precipua alla centralizzazione amministrativa e politica.
La Legge 20 marzo 1865, n. 2248 ("Legge Ricasoli") disciplinò gli enti locali in qualità di province, circondari, mandamenti e comuni. Le province, in particolare, si configurarono come "sede di decentramento dell’amministrazione centrale" con a capo il prefetto, un funzionario nominato dal governo per verificare la rispondenza degli atti degli enti locali alle leggi statali. In seguito, il Regio decreto 10 febbraio 1889, n. 5921, la legge 21 maggio 1908 n. 269 e la legge 4 febbraio 1915, n. 148 (chiamati i Testi unici delle leggi comunali e provinciali) garantirono un margine un po' più ampio al decentramento amministrativo.
Nel Regno d'Italia, pertanto, la massima suddivisione amministrativa era la provincia, e le regioni non esistevano come enti territoriali.
I primi precursori delle odierne regioni italiane furono stilati nel 1870 da Pietro Maestri a fini statistici e didattici: egli raggruppò infatti le province in "circoscrizioni territoriali" o "compartimenti", rimpiazzando i precedenti compartimenti che ricalcavano gli stati preunitari; il termine "regione" sarebbe poi apparso come sostituto del termine "compartimento" per la prima volta nell'Annuario statistico italiano del 1912.
Pur se rappresentati sulle cartine dell'epoca, i compartimenti erano divisioni teoriche a cui non corrispondeva alcun organo istituzionale. Le partizioni erano sostanzialmente le regioni attuali, tranne che per l'assenza di Val D'Aosta, Friuli e Molise e la presenza della Venezia Giulia comprendente territori oggi non italiani. I confini regionali invece sono cambiati soprattutto durante le riorganizzazioni di epoca fascista (durante la quale furono soppressi i mandamenti, 1923, ed i circondari, 1927): le differenze più sensibili riguardano i confini del Lazio.

L'Italia introdusse le regioni nel suo ordinamento giuridico con la Costituzione della Repubblica Italiana, entrata in vigore il 1º gennaio 1948, che prevedeva:
(Costituzione italiana, art. 114)
(Costituzione italiana, art. 115)
Piemonte; Valle d'Aosta; Lombardia; Trentino-Alto Adige; Veneto; Friuli-Venezia Giulia; Liguria; Emilia-Romagna; Toscana; Umbria; Marche; Lazio; Abruzzi; Molise; Campania; Puglia; Basilicata; Calabria; Sicilia; Sardegna.»
(Costituzione italiana, art. 131)
La prime regioni a essere costituite furono le regioni autonome Sicilia (autonomia speciale della Sicilia) nel 1947, seguita da Sardegna, Trentino-Alto Adige e Valle d'Aosta nel 1948, i cui statuti vennero approvati tutti con legge costituzionale.
Nel 1963 la regione Abruzzi e Molise venne scorporata nelle due regioni Abruzzo e Molise, portando a 20 il numero attuale delle regioni. Inoltre nello stesso anno fu approvato lo statuto speciale della quinta regione autonoma, il Friuli-Venezia Giulia.
Le prime elezioni regionali per gli organi delle regioni a statuto ordinario si tennero nel 1970.

## Dati demografici e geografici
Di seguito si riporta una tabella contenente popolazione, superficie, densità abitativa, capoluogo, numero di comuni e province delle 20 regioni italiane. In corsivo le città metropolitane. Dati aggiornati al 1º gennaio 2024.
| Numero | Regione               | Capoluogo  | Popolazione (ab.) | Superficie (km²) | Densità (ab./km²) | Province e città metropolitane                                                                         | Comuni |
| ------ | --------------------- | ---------- | ----------------- | ---------------- | ----------------- | --- | ------ |
| 1      | Abruzzo               | L'Aquila   | 1 269 571         | 10 828,89        | 117               | Chieti, L'Aquila, Pescara, Teramo                                                                      | 305    |
| 2      | Basilicata            | Potenza    | 533 233           | 10 071,59        | 53                | Matera, Potenza                                                                                        | 131    |
| 3      | Calabria              | Catanzaro  | 1 838 568         | 15 212,65        | 121               | Catanzaro, Cosenza, Crotone, Reggio Calabria, Vibo Valentia                                            | 404    |
| 4      | Campania              | Napoli     | 5 593 906         | 13 667,85        | 409               | Avellino, Benevento, Caserta, Napoli, Salerno                                                          | 550    |
| 5      | Emilia-Romagna        | Bologna    | 4 451 938         | 22 501,82        | 198               | Bologna, Ferrara, Forlì-Cesena, Modena, Parma, Piacenza, Ravenna, Reggio Emilia, Rimini                | 330    |
| 6      | Friuli-Venezia Giulia | Trieste    | 1 194 616         | 7 936,83         | 151               | Gorizia, Pordenone, Trieste, Udine                                                                     | 215    |
| 7      | Lazio                 | Roma       | 5 714 745         | 17 236,49        | 332               | Frosinone, Latina, Rieti, Roma, Viterbo                                                                | 378    |
| 8      | Liguria               | Genova     | 1 509 140         | 5 417,71         | 279               | Genova, Imperia, La Spezia, Savona                                                                     | 234    |
| 9      | Lombardia             | Milano     | 10 012 054        | 23 862,87        | 420               | Bergamo, Brescia, Como, Cremona, Lecco, Lodi, Mantova, Milano, Monza e Brianza, Pavia, Sondrio, Varese | 1 502  |
| 10     | Marche                | Ancona     | 1 482 746         | 9 344,54         | 159               | Ancona, Ascoli Piceno, Fermo, Macerata, Pesaro e Urbino                                                | 225    |
| 11     | Molise                | Campobasso | 289 224           | 4 459,80         | 65                | Campobasso, Isernia                                                                                    | 136    |
| 12     | Piemonte              | Torino     | 4 251 623         | 25 391,67        | 167               | Alessandria, Asti, Biella, Cuneo, Novara, Torino, Verbano-Cusio-Ossola, Vercelli                       | 1 180  |
| 13     | Puglia                | Bari       | 3 890 661         | 19 541,03        | 199               | Bari, Barletta-Andria-Trani, Brindisi, Lecce, Foggia, Taranto                                          | 257    |
| 14     | Sardegna              | Cagliari   | 1 570 453         | 24 106,30        | 65                | Cagliari, Nuoro, Oristano, Sassari, Sud Sardegna                                                       | 377    |
| 15     | Sicilia               | Palermo    | 4 797 359         | 25 824,33        | 186               | Agrigento, Caltanissetta, Catania, Enna, Messina, Palermo, Ragusa, Siracusa, Trapani                   | 391    |
| 16     | Toscana               | Firenze    | 3 660 530         | 22 985,01        | 159               | Arezzo, Firenze, Grosseto, Livorno, Lucca, Massa-Carrara, Pisa, Pistoia, Prato, Siena                  | 273    |
| 17     | Trentino-Alto Adige   | Trento     | 1 082 702         | 13 605,97        | 80                | Bolzano, Trento                                                                                        | 282    |
| 18     | Umbria                | Perugia    | 853 068           | 8 463,97         | 101               | Perugia, Terni                                                                                         | 92     |
| 19     | Valle d'Aosta         | Aosta      | 122 877           | 3 258,61         | 38                | Aosta                                                                                                  | 74     |
| 20     | Veneto                | Venezia    | 4 852 216         | 18 351,49        | 264               | Belluno, Padova, Rovigo, Treviso, Venezia, Verona, Vicenza                                             | 560    |
|        | Italia                | Roma       | 58 971 230        | 302 069,41       | 195               | 107 | 7 896  |

## Dati politico-istituzionali
Gli organi politico-istituzionali della regione si rinnovano a seguito delle elezioni regionali in Italia, che di norma si tengono ogni cinque anni. Tali elezioni - dal 1995 normate dalla legge Tatarella sebbene le leggi costituzionali 22 novembre 1999, n. 1 e 18 ottobre 2001, n. 3 abbiano introdotto la possibilità di avere una propria legge elettorale - determinano la composizione del consiglio regionale e prevedono la contestuale elezione del Presidente di Regione, ovvero il capo della giunta regionale.
Quasi tutte le regioni seguono questo modello, eccettuate la Valle d'Aosta (dove il presidente è eletto dal consiglio regionale) e il Trentino-Alto Adige (dove la carica di presidente di regione è ricoperta a rotazione dal Presidente della Provincia di Trento e dal Presidente della Provincia di Bolzano).
| Localizzazione | Regione               | Suddivisione amministrativa | Capoluogo                      | Bandiera                  | Presidente della giunta regionale                                                      | Ultima elezione | Organi istituzionali | Organi istituzionali |
| Localizzazione | Regione               | Suddivisione amministrativa | Capoluogo                      | Bandiera                  | Presidente della giunta regionale                                                      | Ultima elezione | Consiglio regionale | Giunta regionale |
| -------------- | --------------------- | --------------------------- | ------------------------------ | ------------------------- | -------------------------------------------------------------------------------------- | --------------- | --- | --- |
|                | Valle d'Aosta         |                             | Aosta                          |                           | Presidente della Valle d'Aosta Renzo Testolin (Union Valdôtaine)                       | 2020            | Consiglio regionale della Valle d'Aosta Palazzo del consiglio                                                                             | Giunta regionale della Valle d'Aosta Palazzo della Regione                                                                                |
|                | Piemonte              |                             | Torino                         |                           | Presidente del Piemonte Alberto Cirio (Forza Italia)                                   | 2024            | Consiglio regionale del Piemonte Palazzo Lascaris di Ventimiglia                                                                          | Giunta regionale del Piemonte Grattacielo della Regione Piemonte                                                                          |
|                | Liguria               |                             | Genova                         |                           | Presidente della Liguria Marco Bucci (Indipendente di centro-destra)                   | 2024            | Consiglio regionale della Liguria — | Giunta regionale della Liguria Palazzo della Regione Liguria                                                                              |
|                | Lombardia             |                             | Milano                         |                           | Presidente della Lombardia Attilio Fontana (Lega)                                      | 2023            | Consiglio regionale della Lombardia Grattacielo Pirelli                                                                                   | Giunta regionale della Lombardia Palazzo Lombardia                                                                                        |
|                | Trentino-Alto Adige   |                             | Trento                         |                           | Presidente del Trentino-Alto Adige Arno Kompatscher (SVP)                              | 2023            | Consiglio regionale del Trentino-Alto Adige e Giunta regionale del Trentino-Alto Adige Palazzo della Regione Autonoma Trentino-Alto Adige | Consiglio regionale del Trentino-Alto Adige e Giunta regionale del Trentino-Alto Adige Palazzo della Regione Autonoma Trentino-Alto Adige |
|                | Veneto                |                             | Venezia                        |                           | Presidente del Veneto Luca Zaia (Lega)                                                 | 2020            | Consiglio regionale del Veneto Palazzo Ferro Fini                                                                                         | Giunta regionale del Veneto Palazzo Balbi                                                                                                 |
|                | Friuli-Venezia Giulia |                             | Trieste                        |                           | Presidente del Friuli-Venezia Giulia Massimiliano Fedriga (Lega)                       | 2023            | Consiglio regionale del Friuli-Venezia Giulia Ex "Casa del lavoro", piazza Oberdan                                                        | Giunta regionale del Friuli-Venezia Giulia Palazzo del Lloyd Triestino                                                                    |
|                | Emilia-Romagna        |                             | Città metropolitana di Bologna | Emilia-Romagna (bandiera) | Presidente dell'Emilia-Romagna Michele De Pascale (Partito Democratico)                | 2024            | Assemblea legislativa dell'Emilia-Romagna e Giunta regionale dell'Emilia-Romagna Palazzo della Regione, Fiera di Bologna                  | Assemblea legislativa dell'Emilia-Romagna e Giunta regionale dell'Emilia-Romagna Palazzo della Regione, Fiera di Bologna                  |
|                | Toscana               |                             | Firenze                        |                           | Presidente della Toscana Eugenio Giani (Partito Democratico)                           | 2020            | Consiglio regionale della Toscana Palazzo Panciatichi                                                                                     | Giunta regionale della Toscana Palazzo Strozzi di Mantova                                                                                 |
|                | Marche                |                             | Ancona                         |                           | Presidente delle Marche Francesco Acquaroli (Fratelli d’Italia)                        | 2020            | Consiglio regionale delle Marche Palazzo delle Marche                                                                                     | Giunta regionale delle Marche — Palazzo Raffaello                                                                                         |
|                | Umbria                |                             | Perugia                        |                           | Presidente dell'Umbria Stefania Proietti (Indipendente di centro-sinistra)             | 2024            | Assemblea legislativa dell'Umbria Palazzo Cesaroni                                                                                        | Giunta regionale dell'Umbria Palazzo Donini                                                                                               |
|                | Lazio                 |                             | Roma                           |                           | Presidente del Lazio Francesco Rocca (Indipendente di destra)                          | 2023            | Consiglio regionale del Lazio e Giunta regionale del Lazio Palazzo della Regione Lazio                                                    | Consiglio regionale del Lazio e Giunta regionale del Lazio Palazzo della Regione Lazio                                                    |
|                | Abruzzo               |                             | L'Aquila                       |                           | Presidente dell'Abruzzo Marco Marsilio (Fratelli d'Italia)                             | 2024            | Consiglio regionale dell'Abruzzo Palazzo dell'Emiciclo                                                                                    | Giunta regionale dell'Abruzzo — Palazzo Silone                                                                                            |
|                | Molise                |                             | Campobasso                     |                           | Presidente del Molise Francesco Roberti (Forza Italia)                                 | 2023            | Consiglio regionale del Molise — Palazzo D'Aimmo                                                                                          | Giunta regionale del Molise Palazzo Vitale                                                                                                |
|                | Campania              |                             | Napoli                         |                           | Presidente della Campania Vincenzo De Luca (Partito Democratico)                       | 2020            | Consiglio regionale della Campania — Torre del Consiglio regionale della Campania                                                         | Giunta regionale della Campania — Palazzo Santa Lucia                                                                                     |
|                | Puglia                |                             | Bari                           |                           | Presidente della Puglia Michele Emiliano (Indipendente di centro-sinistra)             | 2020            | Consiglio regionale della Puglia Palazzo del consiglio                                                                                    | Giunta regionale della Puglia Palazzo della Regione                                                                                       |
|                | Basilicata            |                             | Potenza                        |                           | Presidente della Basilicata Vito Bardi (Forza Italia)                                  | 2024            | Consiglio regionale della Basilicata e Giunta regionale della Basilicata Palazzo della Regione                                            | Consiglio regionale della Basilicata e Giunta regionale della Basilicata Palazzo della Regione                                            |
|                | Calabria              |                             | Catanzaro                      |                           | Presidente della Calabria Roberto Occhiuto (Forza Italia)                              | 2021            | Consiglio regionale della Calabria Palazzo Campanella a Reggio Calabria                                                                   | Giunta regionale della Calabria Cittadella regionale "Jole Santelli" a Catanzaro                                                          |
|                | Sicilia               |                             | Palermo                        |                           | Presidente della Regione siciliana Renato Schifani (Forza Italia)                      | 2022            | Assemblea regionale siciliana Palazzo dei Normanni                                                                                        | Giunta regionale della Sicilia Palazzo d'Orléans                                                                                          |
|                | Sardegna              |                             | Cagliari                       |                           | Presidente della Regione Autonoma della Sardegna Alessandra Todde (Movimento 5 Stelle) | 2024            | Consiglio regionale della Sardegna Palazzo del Consiglio regionale della Sardegna                                                         | Giunta regionale della Sardegna Palazzo della giunta                                                                                      |

## Le leggi elettorali regionali
Le revisioni costituzionali del 1999 e del 2001 diedero alle singole Regioni la possibilità di varare una propria normativa elettorale.

### Abruzzo
La legge regionale 2 aprile 2013, n. 9 ha inserito nello statuto della regione Abruzzo le seguenti disposizioni: sbarramento al 4% sia per le liste non coalizzate che per le coalizioni, divieto di voto disgiunto, rappresentanza per sesso non inferiore al 40% all'interno delle liste. I 31 consiglieri sono così suddivisi: il presidente della Giunta, il primo dei candidati presidente non eletto, 8 consiglieri per la provincia di Chieti e 7 ciascuno per le province di L'Aquila, Pescara, Teramo.

### Campania
La legge regionale 27 marzo 2009, n. 4 ha introdotto la doppia preferenza di genere, la norma locale è stata modificata in vista delle elezioni del 2015 abolendo il listino e stabilendo al suo posto una percentuale fissa del 60% dei seggi per la coalizione di maggioranza.

### Calabria
La Calabria ha emanato la legge regionale 7 febbraio 2005, n. 1 che - fermo restando il quadro generale del Tatarellum - ha introdotto una soglia di sbarramento unica al 4% per accedere alla ripartizione dei seggi in sede circoscrizionale. Tale disposizione annulla quella originaria della legge del 1995, facilmente aggirabile dalle liste riunendosi in coalizione. Nel 2010 è stata ulteriormente modificata la legge regionale abolendo il listino, sostituendolo con la distribuzione in ambito provinciale dei consiglieri del premio di maggioranza.
La riforma è stata modificata il 3 giugno 2014 quando, in occasione della delibera di riduzione del numero dei seggi, il consiglio ha approvato le seguenti varianti alla legge elettorale: l'abolizione dei collegi provinciali di Crotone e Vibo Valentia aggregati a Catanzaro, la riesumazione di un listino legato al presidente con sei candidati, l'abolizione del voto disgiunto, una soglia di sbarramento unica del 4% per le singole liste. Le modifiche sono state impugnate dal Governo per presunte violazioni della Costituzione. L’accordo è stato trovato con le modifiche dell'11 settembre: introdotta una soglia di sbarramento all'8% per le coalizioni, il premio di maggioranza viene calcolato in un collegio regionale virtuale e quindi distribuito fra le liste interprovinciali.

### Emilia-Romagna
In Emilia-Romagna una nuova legge elettorale, la legge regionale 23 luglio 2014, n. 21, è stata approvata dall'Assemblea legislativa nel luglio 2014, abolendo il listino bloccato. Le prime elezioni regolate da questa legge sono state le elezioni regionali del 2014.
L'elettore può esprimere uno o due voti di preferenza per i candidati della lista prescelta; nel caso dell'espressione di due preferenze, queste devono riguardare candidati di sesso distinto secondo la "preferenza di genere" (pena l'annullamento della seconda preferenza). Per quanto riguarda l'elezione dei consiglieri, la legge garantisce in ogni caso almeno 27 seggi alle liste che sostengono il presidente eletto (premio di maggioranza), ottenendo effetti del tutto simili a quelli del listino ma agendo sulle liste provinciali. I primi 40 seggi vengono distribuiti con metodo proporzionale. Un seggio è poi attribuito al candidato presidente arrivato secondo. I restanti 9 seggi sono assegnati tramite metodo maggioritario alle liste che appoggiano il presidente eletto nel caso queste liste abbiano ottenuto meno di 25 seggi con la procedura precedente, altrimenti il "premio" sarà di soli 4 seggi. Se, al termine di queste assegnazioni, le liste di maggioranza non avessero ottenuto almeno 27 seggi, questi verranno garantiti togliendo alcuni fra i seggi già attribuiti alle liste di opposizione.

### Friuli-Venezia Giulia
Essendo il Friuli-Venezia Giulia una regione a statuto speciale, il Consiglio regionale, dopo l'entrata in vigore della legge costituzionale del 2001, votò l'11 marzo 2002 una legge regionale elettorale che manteneva l'elezione indiretta del Presidente della Regione, ma la legge venne bocciata da referendum popolare e perciò non entrò mai in vigore. Pertanto le elezioni del 2003 si tennero in base alla norma transitoria contenuta nella legge costituzionale del 2001. La legge regionale elettorale successiva - la legge 18 giugno 2007, n. 17 - che adottò l'elezione diretta del Presidente e un sistema di tipo maggioritario per il Consiglio con un premio di maggioranza a favore delle liste che prima delle elezioni dichiarano di appoggiare il Presidente eletto.

### Lazio
La legge regionale 3 novembre 2017, n. 10 ha abolito il listino, stabilendo che il premio di maggioranza di un quinto dei seggi sia assegnato in una seconda suddivisione proporzionale limitata tuttavia ai soli partiti collegati al presidente eletto. Il premio può portare tuttavia la maggioranza solo fino a 30 seggi complessivi, oltre i quali si distribuiscono i restanti scranni alle minoranze. Non essendo più previsti seggi supplementari, al presidente non è più garantita la maggioranza in caso di elezione con un basso numero di voti. Sono state introdotte le quote rosa e la rappresentanza obbligatoria di tutte le province. Viene sancita l'ineleggibilità dei sindaci delle città e dei presidenti delle province, oltre al limite di due mandati presidenziali.

### Liguria
La Liguria costituisce l'unico caso di variazione implicita della legge elettorale, insieme alla Basilicata. Pur non avendo infatti formalmente modificato il Tatarellum, in occasione delle elezioni del 2015 la ridefinizione per diminuzione del numero dei seggi ha comportato il blocco della norma che garantiva in ogni caso la maggioranza al Presidente mediante l'eventuale crescita della numerosità dell'assise.

### Lombardia
Dopo quasi vent'anni di applicazione integrale della normativa nazionale, la Lombardia è intervenuta con la propria legge regionale 31 ottobre 2012, n. 17 in funzione del voto anticipato resosi necessario per il 2013. La normativa posta in essere ha carattere prioritario: le disposizioni della legislazione nazionale restano in vigore solo in quanto non incompatibili con quelle regionali. L'esplicita finalità della riforma è stata quella di assegnare il premio di maggioranza tramite un percorso diverso dal listino regionale bloccato, riportando nelle mani degli elettori, tramite il voto di preferenza, l'individuazione di tutti i consiglieri eletti: il risultato è stato un meccanismo molto simile a quello che regola la ripartizione dei seggi nelle elezioni comunali e provinciali.
Tutti i principali esiti del voto sortiscono ora dal collegio unico regionale, che diviene l'ambito in cui integralmente si determina l'esito politico del voto, mentre alle circoscrizioni provinciali è attribuita solamente la funzione di scegliere i candidati vincenti all'interno di ciascun partito. Rispettando i premi di maggioranza del Tatarellum, ma tenendo conto della natura aggiuntiva ora assunta dal seggio coperto dal Presidente della Regione, la coalizione vincente consegue automaticamente 45 seggi complessivi se il Presidente vince con meno del 40% dei voti, o almeno 49 seggi se il Presidente supera tale soglia, mai però andando oltre i 57 seggi, oltre i quali scatta una clausola di salvaguardia delle minoranze. Rispettando i paletti appena esposti, e ricordando le piccole soglie di sbarramento del Tatarellum, i seggi fra le liste sono suddivisi col metodo D'Hondt delle migliori medie, tenendo presente che i partiti di maggioranza sono qui considerati come un blocco unico, mentre quelli di minoranza sono presi singolarmente; la ripartitizione fra le forze vincenti avviene solo successivamente, utilizzando invece il metodo dei più alti resti con quoziente Droop. Essendosi quindi già deciso l'esito delle elezioni, si distribuiscono ora i seggi vinti da ciascun partito all'interno delle circoscrizioni provinciali secondo i principi che nel Tatarellum regolavano l'assegnazione dei resti, tenendo presente che nessuna provincia può rimanere senza rappresentanza, e che al candidato giunto secondo nella corsa alla presidenza è attribuito il peggior seggio della sua coalizione.

### Marche
La legge regionale 20 febbraio 2015, n. 5 ha abolito il listino, sostituendolo con un premio di maggioranza alle liste che è tuttavia concepito in natura decrescente: per ottenere il massimo dei tre quinti dell'assise è necessario superare i due quinti dei suffragi, mentre al di sotto del 34% dei voti non esiste addirittura più premio, non garantendo quindi più la governabilità della Regione. Il voto disgiunto è stato abolito.

### Molise
La legge regionale 5 dicembre 2017, n. 20 ha così modificato il Tatarellum: collegio unico regionale per l'elezione dei 21 consiglieri (tra cui il presidente e il primo candidato presidente perdente), abolizione del voto disgiunto, sbarramento al 3% per le liste all'interno di una coalizione e al 10% per le liste non coalizzate, premio di maggioranza tra 12 e 14 consiglieri alla coalizione più votata, presenza massima nelle liste del 60% di un sesso rispetto all'altro, con possibilità della doppia preferenza di genere.

### Piemonte
L'8 luglio 2023, dopo ripetuti tentativi nel corso degli anni, il Piemonte ha approvato la propria legge elettorale regionale. La legge mantiene il presidenzialismo e adotta un sistema elettorale misto (40 seggi proporzionali e 10 con listino maggioritario del presidente), che tuttavia prevede dei correttivi che garantiscono al presidente eletto di disporre sempre della maggioranza in consiglio regionale, e garantisce un minimo di seggi all'opposizione. In particolare prevede: 
- Che alle liste collegate al Presidente che abbia raccolto meno del 45% dei voti siano garantiti almeno il 55% dei seggi;
- Che alle liste collegate al Presidente che abbia raccolto tra il 45% e il 60% dei voti siano garantiti almeno il 60% dei seggi;
- Che alle liste collegate al Presidente che abbia raccolto più del 60% dei voti siano garantiti almeno il 64% dei seggi;
- Che almeno il 40% dei seggi siano garantiti alle liste di minoranza se il presidente è stato eletto con meno del 60% dei voti;
- Che almeno il 36% dei seggi siano garantiti alle liste di minoranza se il presidente è stato eletto con più del 60% dei voti.
- Che il numero di seggi trasferiti dalla maggioranza all'opposizione non possano mai essere più di 5.

La legge stabilisce inoltre un meccanismo di consiglieri "panchinari", che prendono il posto dei consiglieri che diventano assessori (i quali vengono sospesi dal consiglio).

### Puglia
La Puglia ha emanato la legge regionale 9 febbraio 2005, n. 2 che ha abrogato il listino regionale bloccato, sostituendolo con un premio di maggioranza da calcolarsi solo fra le liste vincitrici e all'interno del collegio unico regionale. Tali scranni sono ripartiti col metodo Hare, non prima però di aver riservato un seggio al presidente eletto; i posti così generati sono riportati poi a livello circoscrizionale con la stessa procedura prevista per il recupero dei resti dalla legge del 1968. La normativa pugliese ha anche disposto l'introduzione di una soglia di sbarramento unica al 4% a partire dalle elezioni regionali del 2010.
Nuovi cambiamenti sono stati introdotti dalla legge regionale nº7 del 10 marzo 2015 la quale, oltre ad un diverso percorso tecnico per l'allocazione dei seggi a livello provinciale, ha innalzato all'8% la soglia di sbarramento per i partiti autonomi, e ha leggermente modificato l'ampiezza del premio di maggioranza a seconda dei voti acquisiti.

### Sardegna
Secondo la legge statutaria del 12 novembre 2013, n. 1 i partiti si riuniscono in coalizioni collegate ad un candidato presidente. Il premio di maggioranza è del 55% se la vittoria è inferiore ai due quinti dei votanti, e del 60% se maggiore. Nessun premio di maggioranza viene però assegnato se il presidente è eletto con meno del 25%. La soglia di sbarramento è al 10% per le coalizioni, e al 5% per i partiti che non raggiungono la precedente condizione. La suddivisione fra i partiti avviene col metodo Hare, preservando un seggio per il presidente e uno per il suo principale sfidante. Ci sono norme per la rappresentanza di genere.

### Sicilia
La legge costituzionale nº2 del 2001 dispose l'uso del Tatarellum in Sicilia in via transitoria e solo per le elezioni dello stesso anno, sospendendo la locale normativa datata 1951.
L'assemblea regionale siciliana intervenne comunque con propria legge (l.r. 3 giugno 2005, n. 7), che operò sul resuscitato quadro proporzionalista del 1951, avvicinandolo al modello nazionale ma discostandosene sostanzialmente in più punti. Sono ora solo 80 su 90 i seggi regolamentati dalla vecchia normativa proporzionale, che aveva la particolarità di operare solamente nei collegi a livello provinciale, anche per il recupero dei resti generati dal metodo Hare, mentre la significativa novità è l'introduzione di uno sbarramento unico settato al 5% a partire dalle elezioni del 2006. Riservato uno scranno per il capo dell'opposizione (il candidato a presidente non eletto più votato), il listino regionale copre un decimo dei seggi assembleari, e viene utilizzato solo se non raggiunge il 54% dei voti, e fino alla concorrenza di una maggioranza parlamentare pari ai tre quinti degli eletti, in quel caso distribuendo il resto alle opposizioni.
Si noti come, stante il vincolo statutario sull'ampiezza dell'assemblea, non è garantita al presidente eletto la formazione di una propria stabile maggioranza: se i seggi proporzionali e maggioritari conseguiti dalle sue forze politiche non bastano, deve rassegnarsi a guidare un governo di minoranza. L'intero impianto fu sottoposto a un referendum che diede esito positivo.

### Toscana
La Toscana ha operato una totale revisione della normativa in materia, emanando la legge regionale 13 maggio 2004, n. 25. Tale legge, pur mantenendo le finalità politiche presidenzialiste e maggioritarie della legge Tatarella, introdusse un meccanismo di candidati regionali e provinciali, alza al 45% la soglia di voti necessari per ottenere il 60% dei seggi (nel caso il 45% non sia raggiunto i seggi assegnati sono il 55%), introduce una soglia di garanzia delle minoranze che non possono scendere sotto il 35% degli scranni anche se ricevono meno voti, blocca le liste abolendo il voto di preferenza. I seggi vengono assegnati col metodo D'Hont a livello regionale e poi distribuiti ai vari partiti nei listini provinciali. Per le elezioni del 2005 la legge prevedeva uno sbarramento del 2% per le forze coalizzate e del 4% per le liste che correvano da sole, dalle elezioni del 2010 si applica uno sbarramento al 4% per tutte le liste.
Tale normativa fu lo spunto su cui venne congegnata poi la Legge Calderoli che normò le elezioni nazionali a partire dal 2006: cancellata quest'ultima a livello nazionale, la maggioranza di centro-sinistra alla guida della Regione si trovò per coerenza nella necessità di cambiare anche la legge elettorale locale. La legge regionale 26 settembre 2014, n. 51 ha introdotto, caso unico in Italia, l'eventualità del ballottaggio qualora nessun candidato alla presidenza raggiunga i due quinti dei suffragi. Viene reintrodotto il voto di preferenza, con doppia scelta di genere, salvo la possibilità per ogni coalizione di indicare tre candidati regionali comunque eletti. La soglia di sbarramento è stata portata al 3% per i partiti coalizzati e al 5% per quelli autonomi. Il premio di maggioranza è di 24 seggi per chi superi i nove ventesimi dei voti, o di 23 seggi negli altri casi. Per il Presidente è stato creato un seggio aggiuntivo.

### Umbria
L'Umbria è intervenuta in materia tramite la legge regionale 23 febbraio 2015 n. 4, tramite la quale è stato abolito il listino, stabilendo la percentuale fissa del 60% dei seggi per la coalizione di maggioranza. La riforma ha anche introdotto la doppia preferenza di genere ed il collegio unico regionale, e abolito il voto disgiunto.

### Veneto
Il Veneto ha emanato la legge regionale 16 gennaio 2012, n. 5, sostituendo il listino a favore di una premio di maggioranza variabile alle liste provinciali vincitrici, che ottengono da un minimo dei 55% ad un massimo del 60% dei seggi a seconda dei voti ricevuti.

## Dati economici

### Prodotto interno lordo
La tabella sottostante riporta il PIL in milioni di euro e il PIL pro-capite delle regioni italiane nel 2022 secondo i dati territoriali ISTAT:
| Regione o macroregione | PIL totale (mln€) | PIL pro-capite (€) | PIL pro-capite (ITA=100) | PIL Pro capite (macroregione = 100) |
| ---------------------- | ----------------- | ------------------ | ------------------------ | ----------------------------------- |
| Nord-ovest             | 648 290           | 40 900             | 123,9                    | -                                   |
| Piemonte               | 146 220           | 34 400             | 104,2                    | 84,1                                |
| Valle d'Aosta          | 5 380             | 43 700             | 132,4                    | 106,8                               |
| Liguria                | 54 000            | 35 800             | 108,5                    | 87,5                                |
| Lombardia              | 442 690           | 44 400             | 134,5                    | 108,6                               |
| Nord-est               | 454 140           | 39 300             | 119,1                    | -                                   |
| Alto Adige             | 29 103            | 54 500             | 165,2                    | 138,7                               |
| Trentino               | 24 007            | 44 200             | 133,9                    | 112,5                               |
| Veneto                 | 180 440           | 37 200             | 112,7                    | 94,7                                |
| Friuli-Venezia Giulia  | 43 012            | 36 000             | 109,1                    | 91,6                                |
| Emilia-Romagna         | 177 578           | 40 000             | 121,2                    | 101,8                               |
| Centro                 | 413 327           | 35 100             | 106,4                    | -                                   |
| Toscana                | 128 583           | 35 100             | 106,4                    | 100                                 |
| Umbria                 | 26 388            | 28 200             | 85,5                     | 80,3                                |
| Marche                 | 45 743            | 30 800             | 93,3                     | 87,7                                |
| Lazio                  | 212 613           | 37 200             | 112,7                    | 106,0                               |
| Sud e isole            | 429 400           | 21 700             | 65,8                     | -                                   |
| Abruzzo                | 34 365            | 27 000             | 81,8                     | 124,4                               |
| Molise                 | 7 123             | 22 500             | 68,2                     | 103,7                               |
| Campania               | 118 730           | 21 200             | 64,2                     | 97,7                                |
| Puglia                 | 84 365            | 21 600             | 65,5                     | 99,5                                |
| Basilicata             | 14 950            | 27 800             | 84,2                     | 128,1                               |
| Calabria               | 35 815            | 19 400             | 58,8                     | 89,4                                |
| Sicilia                | 96 663            | 20 100             | 60,9                     | 92,6                                |
| Sardegna               | 37 387            | 23 700             | 71,8                     | 109,2                               |
| Italia                 | 1 945 155         | 33 000             | 100                      | 100                                 |

Il documento pubblicato dall'agenzia Eurostat offre un'analisi più estesa della situazione economica delle regioni italiane confrontandole anche con le rispettive regioni. In termini di PIL totale la Lombardia è in testa seguita da Lazio e Veneto, rispettivamente in seconda e terza posizione. L'Alto Adige capeggia la classifica del PIL pro capite.
Il Centro segue con dati importanti per il Lazio e la Toscana e superiori o inferiori alla media italiana per i restanti territori.
Il Sud chiude la classifica con dati inferiori alla media nazionale in termini sia di PIL sia di PIL pro capite.